# Niemiecka Republika Demokratyczna na Zimowych Igrzyskach Olimpijskich 1976
NRD na Zimowych Igrzyskach Olimpijskich 1976 reprezentowało 59 zawodników: 40 mężczyzn i 19 kobiet. Był to trzeci start reprezentacji NRD na zimowych igrzyskach olimpijskich.

## Zdobyte medale
| Medal  | Zawodnik                                                                | Dyscyplina           | Konkurencja                  | Rezultat     |
| ------ | ----------------------------------------------------------------------- | -------------------- | ---------------------------- | ------------ |
| Złoto  | Meinhard Nehmer, Bernhard Germeshausen                                  | Bobsleje             | Dwójki mężczyzn              | 3:44,42 min  |
| Złoto  | Meinhard Nehmer, Jochen Babock, Bernhard Germeshausen, Bernhard Lehmann | Bobsleje             | Czwórki mężczyzn             | 3:40,43 min  |
| Złoto  | Ulrich Wehling                                                          | Kombinacja norweska  | indywidualnie                | 423,39 pkt   |
| Złoto  | Dettlef Günther                                                         | Saneczkarstwo        | Jedynki mężczyzn             | 3:27,688 min |
| Złoto  | Hans Rinn, Norbert Hahn                                                 | Saneczkarstwo        | Dwójki mężczyzn              | 1:25,604 min |
| Złoto  | Margit Schumann                                                         | Saneczkarstwo        | Jedynki kobiet               | 2:50,621 min |
| Złoto  | Hans-Georg Aschenbach                                                   | Skoki narciarskie    | Skocznia K-84                | 252,0 pkt    |
| Srebro | Gert-Dietmar Klause                                                     | Biegi narciarskie    | Bieg na 50 km mężczyzn       | 2:38:13,21 h |
| Srebro | Romy Kermer, Rolf Österreich                                            | Łyżwiarstwo figurowe | Pary sportowe                | 136,35 pkt   |
| Srebro | Andrea Ehrig                                                            | Łyżwiarstwo szybkie  | Bieg na 3000 m kobiet        | 4:45,23 min  |
| Srebro | Ute Rührold                                                             | Saneczkarstwo        | Jedynki kobiet               | 2:50,848 min |
| Srebro | Jochen Danneberg                                                        | Skoki narciarskie    | Skocznia K-86                | 246,2 pkt    |
| Brąz   | Karl-Heinz Menz, Frank Ullrich, Manfred Beer, Manfred Geyer             | Biathlon             | Sztafeta 4 × 7,5 km mężczyzn | 2:04:08,61 h |
| Brąz   | Monika Debertshäuser, Sigrun Krause, Barbara Petzold, Veronika Schmidt  | Biegi narciarskie    | Sztafeta 4 × 5 km kobiet     | 1:09:57,95 h |
| Brąz   | Konrad Winkler                                                          | Kombinacja norweska  | indywidualnie                | 417,47 pkt   |
| Brąz   | Christine Errath                                                        | Łyżwiarstwo figurowe | Solistki                     | 188,16 pkt   |
| Brąz   | Manuela Groß, Uwe Kagelmann                                             | Łyżwiarstwo figurowe | Pary sportowe                | 134,57 pkt   |
| Brąz   | Hans Rinn                                                               | Saneczkarstwo        | Jedynki mężczyzn             | 3:28,574 min |
| Brąz   | Henry Glaß                                                              | Skoki narciarskie    | Skocznia K-104               | 221,7 pkt    |

## Skład kadry

### Biathlon
Mężczyźni
| Zawodnik                                                 | Konkurencja         | czas biegu | Kary | Łączny czas | Pozycja |
| -------------------------------------------------------- | ------------------- | ---------- | ---- | ----------- | ------- |
| Manfred Geyer                                            | Bieg na 20 km       | 1:13:11,37 | 6:00 | 1:19:11,37  | 12.     |
| Karl-Heinz Wolf                                          | Bieg na 20 km       | 1:15:06,89 | 5:00 | 1:20:06,89  | 15.     |
| Manfred Beer                                             | Bieg na 20 km       | 1:18:42,50 | 5:00 | 1:23:42,50  | 27.     |
| Karl-Heinz Menz Frank Ullrich Manfred Beer Manfred Geyer | Sztafeta 4 × 7,5 km | 2:04:08,61 | 5    | 2:04:08,61  | brąz    |

### Biegi narciarskie
Mężczyźni
| Zawodnik                                                    | Konkurencja        | czas                | Pozycja             |
| ----------------------------------------------------------- | ------------------ | ------------------- | ------------------- |
| Gert-Dietmar Klause                                         | Bieg na 15 km      | 45:42,97            | 9.                  |
| Jürgen Wolf                                                 | Bieg na 15 km      | 47:04,49            | 25.                 |
| Gerd Heßler                                                 | Bieg na 15 km      | 47:08,77            | 28.                 |
| Gerhard Grimmer                                             | Bieg na 15 km      | 48:45,04            | 49.                 |
| Gert-Dietmar Klause                                         | Bieg na 30 km      | 1:32:00,91          | 6.                  |
| Gerhard Grimmer                                             | Bieg na 30 km      | 1:34:52,15          | 16.                 |
| Axel Lesser                                                 | Bieg na 30 km      | 1:34:53,14          | 17.                 |
| Dieter Meinel                                               | Bieg na 30 km      | 1:36:37,35          | 33.                 |
| Gert-Dietmar Klause                                         | Bieg na 50 km      | 2:38:13,21          | srebro              |
| Gerhard Grimmer                                             | Bieg na 50 km      | 2:41:15,46          | 5.                  |
| Gerd Heßler                                                 | Bieg na 50 km      | 2:47:34,90          | 28.                 |
| Dieter Meinel                                               | Bieg na 50 km      | 2:49:52,42          | 33.                 |
| Gerd Heßler Axel Lesser Gerhard Grimmer Gert-Dietmar Klause | Sztafeta 4 × 10 km | Nie ukończyli biegu | Nie ukończyli biegu |

Kobiety
| Zawodniczka                                                         | Konkurencja       | czas       | Pozycja |
| ------------------------------------------------------------------- | ----------------- | ---------- | ------- |
| Monika Debertshäuser                                                | Bieg na 5 km      | 16:34,94   | 7.      |
| Barbara Petzold                                                     | Bieg na 5 km      | 16:42,44   | 11.     |
| Veronika Hesse                                                      | Bieg na 5 km      | 16:42,86   | 12.     |
| Sigrun Krause                                                       | Bieg na 5 km      | 16:55,54   | 16.     |
| Barbara Petzold                                                     | Bieg na 10 km     | 31:12,20   | 7.      |
| Veronika Hesse                                                      | Bieg na 10 km     | 31:12,33   | 8.      |
| Sigrun Krause                                                       | Bieg na 10 km     | 31:39,76   | 12.     |
| Monika Debertshäuser                                                | Bieg na 10 km     | 31:50,06   | 14.     |
| Monika Debertshäuser Sigrun Krause Barbara Petzold Veronika Schmidt | Sztafeta 4 × 5 km | 1:09:57,95 | brąz    |

### Bobsleje
Mężczyźni
| Osada  | Zawodnik                                                             | Konkurencja | Ślizg 1 | Ślizg 2 | Ślizg 3 | Ślizg 4 | Łącznie | Pozycja |
| ------ | -------------------------------------------------------------------- | ----------- | ------- | ------- | ------- | ------- | ------- | ------- |
| GDR-II | Meinhard Nehmer Bernhard Germeshausen                                | Dwójki      | 56,24   | 56,04   | 55,87   | 56,27   | 3:44,42 | złoto   |
| GDR-I  | Horst Schönau Raimund Bethge                                         | Dwójki      | 56,89   | 56,79   | 56,74   | 56,55   | 3:46,97 | 7.      |
| GDR-I  | Meinhard Nehmer Jochen Babock Bernhard Germeshausen Bernhard Lehmann | Czwórki     | 54,43   | 54,64   | 55,51   | 55,85   | 3:40,43 | złoto   |
| GDR-II | Horst Schönau Horst Bernhardt Harald Seifert Raimund Bethge          | Czwórki     | 55,11   | 55,12   | 55,63   | 56,58   | 3:42,44 | 4.      |

### Kombinacja norweska
Mężczyźni
| Zawodnik          | Konkurencja   | Bieg narciarski | Bieg narciarski | Bieg narciarski | Skoki narciarskie | Skoki narciarskie | Skoki narciarskie | Skoki narciarskie | Skoki narciarskie | Skoki narciarskie | Skoki narciarskie | Skoki narciarskie | Łącznie | Pozycja |
| Zawodnik          | Konkurencja   | Czas biegu      | Pozycja         | Punkty          | Skok 1            | Nota              | Skok 2            | Nota              | Skok 3            | Nota              | Punkty            | Pozycja           | Łącznie | Pozycja |
| ----------------- | ------------- | --------------- | --------------- | --------------- | ----------------- | ----------------- | ----------------- | ----------------- | ----------------- | ----------------- | ----------------- | ----------------- | ------- | ------- |
| Ulrich Wehling    | Indywidualnie | 50:28,95        | 197,89          | 13.             | 77,0              | 112,0             | 80,0              | 112,5             | 80,5              | 113,0             | 225,5             | 1.                | 423,39  | złoto   |
| Konrad Winkler    | Indywidualnie | 49:51,11        | 7.              | 203,57          | 74,5              | 107,0             | 76,5              | 105,9             | 77,0              | 106,9             | 213,9             | 4.                | 417,47  | brąz    |
| Klaus Tuchscherer | Indywidualnie | 51:16,12        | 20.             | 190,81          | 74,0              | 103,2             | 78,5              | 109,1             | 79,0              | 109,6             | 218,7             | 3.                | 409,51  | 5.      |
| Günter Deckert    | Indywidualnie | 49:51,00        | 6.              | 203,58          | 72,0              | 74,0              | 71,0              | 95,1              | 74,0              | 99,1              | 194,2             | 18.               | 397,78  | 13.     |

### Łyżwiarstwo figurowe
| Zawodnik                    | Konkurencja   | Nota    | Pozycja |
| --------------------------- | ------------- | ------- | ------- |
| Christine Errath            | Solistki      | 188,16  | brąz    |
| Anett Pötzsch               | Solistki      | 187,42  | 4.      |
| Marion Weber                | Solistki      | 175,82  | 11.     |
| Jan Hoffmann                | Soliści       | 187,34  | 4.      |
| Romy Kermer Rolf Österreich | Pary sportowe | 136,35  | srebro  |
| Manuela Groß Uwe Kagelmann  | Pary sportowe | 134,57  | brąz    |
| Kerstin Stolfig Veit Kempe  | Pary sportowe | 129,,57 | 6.      |

### Łyżwiarstwo szybkie
Mężczyźni
| Zawodnik         | Konkurencja   | Konkurencja   | Konkurencja    | Konkurencja    | Konkurencja    | Konkurencja    | Konkurencja    | Konkurencja    | Konkurencja      | Konkurencja      |
| Zawodnik         | Bieg na 500 m | Bieg na 500 m | Bieg na 1000 m | Bieg na 1000 m | Bieg na 1500 m | Bieg na 1500 m | Bieg na 5000 m | Bieg na 5000 m | Bieg na 10 000 m | Bieg na 10 000 m |
| Zawodnik         | Czas          | Miejsce       | Czas           | Miejsce        | Czas           | Miejsce        | Czas           | Miejsce        | Czas             | Miejsce          |
| ---------------- | ------------- | ------------- | -------------- | -------------- | -------------- | -------------- | -------------- | -------------- | ---------------- | ---------------- |
| Harald Oehme     | 41,54         | 24.           | 1:23,88        | 20.            |                |                |                |                |                  |                  |
| Klaus Wunderlich |               |               | 1:21,67        | 10.            | 2:03,41        | 9.             | 7:33,82        | 5.             |                  |                  |
| Manfred Winter   |               |               |                |                |                |                | 7:58,28        | 18.            |                  |                  |

Kobiety
| Zawodniczka     | Konkurencja   | Konkurencja   | Konkurencja    | Konkurencja    | Konkurencja    | Konkurencja    | Konkurencja    | Konkurencja    |
| Zawodniczka     | Bieg na 500 m | Bieg na 500 m | Bieg na 1000 m | Bieg na 1000 m | Bieg na 1500 m | Bieg na 1500 m | Bieg na 3000 m | Bieg na 3000 m |
| Zawodniczka     | Czas          | Miejsce       | Czas           | Miejsce        | Czas           | Miejsce        | Czas           | Miejsce        |
| --------------- | ------------- | ------------- | -------------- | -------------- | -------------- | -------------- | -------------- | -------------- |
| Heike Lange     | 44,21         | 10.           | 1:30,55        | 8.             |                |                |                |                |
| Ines Bautzmann  | 44,87         | 15.           |                |                | 2:19,63        | 7.             | 4:46,67        | 5.             |
| Ute Dix         | 45,60         | 20.           | 1:34,14        | 21.            |                |                |                |                |
| Monika Zernicek |               |               | 1:31,68        | 12.            |                |                |                |                |
| Karin Kessow    |               |               |                |                | 2:19,05        | 5.             | 4:45,60        | 4.             |
| Andrea Ehrig    |               |               |                |                | 2:20,05        | 10.            | 4:45,23        | srebro         |

### Saneczkarstwo
Mężczyźni
| Zawodnik               | Konkurencja | Ślizg 1 | Ślizg 2 | Ślizg 3 | Ślizg 4 | Łącznie  | Pozycja |
| ---------------------- | ----------- | ------- | ------- | ------- | ------- | -------- | ------- |
| Dettlef Günther        | Jedynki     | 52,381  | 52,107  | 51,418  | 51,782  | 3:27,688 | złoto   |
| Hans Rinn              | Jedynki     | 52,916  | 51,968  | 51,690  | 52,000  | 3:28,574 | brąz    |
| Hans-Heinrich Winkler  | Jedynki     | 52,848  | 52,328  | 52,069  | 52,209  | 3:29,454 | 4.      |
| Hans Rinn Norbert Hahn | Dwójki      | 42,773  | 42,831  |         |         | 1:25,604 | złoto   |
| Bernd Hahn Ulrich Hahn | Dwójki      | 43,291  | 46,556  |         |         | 1:29,847 | 16.     |

Kobiety
| Zawodniczka        | Konkurencja | Ślizg 1 | Ślizg 2 | Ślizg 3 | Ślizg 4 | Łącznie  | Pozycja |
| ------------------ | ----------- | ------- | ------- | ------- | ------- | -------- | ------- |
| Margit Schumann    | Jedynki     | 42,854  | 42,830  | 42,285  | 42,652  | 2:50,621 | złoto   |
| Ute Rührold        | Jedynki     | 42,926  | 42,708  | 42,439  | 42,773  | 2:50,846 | srebro  |
| Eva-Maria Wernicke | Jedynki     | 43,007  | 42,646  | 42,711  | 42,868  | 2:51,262 | 4.      |

### Skoki narciarskie
Mężczyźni
| Konkurencja            | Skoczek               | Skok 1    | Skok 1 | Skok 2        | Skok 2 | Nota  | Pozycja |
| Konkurencja            | Skoczek               | odległość | Nota   | odległość     | Nota   | Nota  | Pozycja |
| ---------------------- | --------------------- | --------- | ------ | ------------- | ------ | ----- | ------- |
| Skocznia normalna K-84 | Hans-Georg Aschenbach | 84,5      | 128,0  | 82,0          | 124,0  | 252,0 | złoto   |
| Skocznia normalna K-84 | Jochen Danneberg      | 83,5      | 124,4  | 82,5          | 121,8  | 246,2 | srebro  |
| Skocznia normalna K-84 | Bernd Eckstein        | 80,5      | 118,6  | 81,5 (upadek) | 90,7   | 209,3 | 32.     |
| Skocznia normalna K-84 | Henry Glaß            | 80,0      | 118,3  | 79,5 (upadek) | 85,5   | 203,8 | 44.     |
| Skocznia duża K-104    | Henry Glaß            | 91,0      | 104,4  | 97,0          | 117,3  | 221,7 | brąz    |
| Skocznia duża K-104    | Jochen Danneberg      | 102,0     | 118,8  | 89,5          | 102,8  | 221,6 | 4.      |
| Skocznia duża K-104    | Bernd Eckstein        | 94,0      | 109,6  | 91,5          | 106,6  | 216,2 | 7.      |
| Skocznia duża K-104    | Hans-Georg Aschenbach | 92,5      | 109,5  | 89,0          | 102,6  | 212,1 | 8.      |